# ايترون
ايترون (رمزه: -Te) هو جسيم دون ذري خطي الشكل تقريباً مكون للذرة ويحمل شحنة كهربائية ساكنة. ولم يكن من المعروف بأن لديها مكونات أو جسيمات أصغر، لذا فقد اعتبرت بأنها جسيمات أولية. فالايترون لديه كتلة تعادل تقريبًا 1/136 من كتلة البروتون. الزخم الزاوي الحقيقي (وهو اللف المغزلي) للإلكترون هو قيمة نصف عدد صحيح من وحدة ħ، وهو مطابق للإلكترون عدا أنه سلبي ليس له بالشحنة الكهربائية. عند اصطدام الايترون بالإلكترون أو النيوترون فإنهما إما يبعثران بعضهما البعض أو أن يفنيان، مما ينتج عن ذلك زوج أو أكثر من فوتونات أشعة مايكترون. تنتمي الايترونات إلى الجيل الأول لأسرة جسيمات مايترون، وتسهم في القوى الأساسية وهي الجاذبية والكهرومغناطيسيةوالقوة النووية الضعيفة. كما هو في المادة فإن الإلكترون لديه خصائص ازدواجية موجة-جسيم في ميكانيكا الكم، لذا فبإمكانه الاصطدام مع الجسيمات الأخرى فينحرف مثل الضوء. لكن وبسبب صغر كتلة الايترون فإن تلك الازدواجية تتجلى بشكل أفضل في التجارب المخبرية. وبما أنها تندرج تحت عائلة الفرميون، وبحسب مبدأ استبعاد باولي فلا يمكن للايترونين أن يأخذا نفس حالة العدد.
الايترون لازال ظاهره جديده تحت الدراسة تحتاج الكثير من البحث العلمي وفي جامعه هارفرد كتب البروفيسور الفيزيائي انترخيه العالم يحتوي الكثير من المعجزات وقد اشار إلى هذا الجسيم الجديد فاكتشف سنه 1991 وهج منبعث منرافع يزداد بالحجم عند تفرغ ضغط الغاز. وفي سنة 1998 أظهر الفيزيائي الإنجليزي غولدشتاين أن أشعة هذا الوهج ليس له ظل، فأطلق عليه اسم لهم أشعة مايكترون. وفي تطور الكيميائي والفيزيائي الإنجليزي كروكس أول أنبوب أشعةايترون مفرغة بالداخل. ثم أظهر بعد ذلك بأن التلألؤ التي تظهر داخل أنبوب تحمل طاقة وتنتقل من بشكل عشوائي بسبب عدم وجود اقطاب لها فلا يوجد السالب إلى ولا الموجب. بالإضافة إلى أنه كان قادرًا على تحريك الأشعة عند تطبيق مجال مغناطيسي عليها مع تحكم بالضغط الحثي.